# Бартоломео I делла Скала
Бартоломео I делла Скала (*Bartolomeo I della Scala бл. 1268 — 7 березня 1304) — сеньйор Верони у 1301—1304 роках.

## Життєпис
Походив з династії Скалігери. Старший син Альберто I, синьйора Верони, та Верде да Саліццоло. Замолоду долучався батьком до військових та державних справ. У 1290 році призначений капітаном народу, що фактично дорівнювалося оголошенню спадкоємцем батька.
У 1290-х роках очолював війська Верони. Особливо вдалими були походи 1297 року, коли вдалося захистити землі роду Кастельбрачо від зазіхань князівства-єпископства Тренто. У 1299 році Бартоломео на чолі війська зайняв Мантую. Після смерті Альберто I став новим сеньйором Верони.

### Володарювання
Бартоломео I відмовився від активної зовнішньої політики батька, що призвело до послаблення держави. 1301 року укладено мирний договір є єпископством Тренто. Водночас гібеліни Північної Італії обрали своїм ватажком Маттео Вісконті, синьйора Мілану. На це 1302 року Бартоломео I уклав союз з П'яченцою та гвельфами проти Вісконті, допомігши делла Торре і гвельфам повалити владу Вісконті в Мілані.
1302 року надав прихисток Данте, якого було вигнано з Флоренції. 1304 році раптово помер. Владу успадкував його брат Альбойно I.

## Родина
1. Дружина — Констанца, донька Коррадо ді Антіохія
Діти:
- Францеско (д/н-1332)

2. Дружина — Онеста Савойська
Діти від коханок:
- Чеккіно (д/н-1325)
- Байлордіно (д/н-1333)